# 프랑스 해방 기간의 강간
프랑스 해방 기간의 강간은 제2차 세계대전 후기에 프랑스에서 주로 미군이 저지른 전시강간이다.
노르망디 침공 이후 독일군은 서방 연합군에게 쭉쭉 밀려나 1944년 말엽이 되면 지크프리트 선 이동으로 후퇴하게 된다. 미군에 의한 프랑스인 대민피해는 노르망디 상륙 직후인 1944년 여름부터 보고되기 시작하는데, 수백 건이 신고되었다. 1945년 유럽에서의 전쟁이 끝나자 르아브르는 미국으로 귀국하기 위해 몰려든 미군 병사들로 가득찼는데, 르아브르 시민들은 미군들이 길거리에서 뿐 아니라 집 안으로 쳐들어와서 약탈과 강간을 일삼는다며 그들을 “군복 입은 도둑떼”라고 불렀다. 프랑스인들은 미군이 정복군 행세를 하며 자신들을 피점령민으로 대우한다고 불만을 가졌다. 르아브르와 마찬가지로 미군의 민폐가 심했던 셰르부르에서는 독일이 점령하던 시절에는 남자들을 숨겼지만 미군이 점령하는 시절에는 여자들을 숨겨야 한다는 한탄도 나왔다. 미군의 대프랑스 민폐는 망슈에서 신고된 것만 강간이 208건, 살인이 30건이었다. 한편, 프랑스 남자들도 독일 부역자로 찍힌 여자들을 강간했다.
오하마 해변에 상륙한 보병사단 사단장 찰스 헌터 게르하르트는 1944년 9월 미군의 강간을 예방하기 위해 생르낭 마을 근교에 위안소을 세우기도 했다. 하지만 군이 매음굴을 굴린다는 것이 미국 시민들에게 알려질 것을 두려워하여 5시간만에 폐쇄했다.
자유 프랑스군 사령부는 연합국 원정군 최고사령부의 드와이트 아이젠하워 최고사령관에게 공식 항의서한을 보냈다. 아이젠하워는 강간, 폭행, 강도, 살인 등 모든 대민범죄를 엄단하라는 지시를 내렸다. 하지만 그래도 개선이 크게 없었는지 1945년 8월 르아브르 시장 피에르 부쟁(Pierre Voisin)이 주둔 미군 사령관 토머스 위드(Thomas Weed) 대령에게 도시 외곽에 위안소를 만들라고 촉구하기도 했다. 하지만 미군은 이것을 거부했다. 미군의 대민피해 엄단에는 인종차별이 개입되어서 강간죄로 유죄를 선고받은 153명 중 130명이 흑인이었다. 군법회의는 백인 병사보다 흑인 병사에게 더 중형을 선고했다. 강간죄로 사형당한 병사는 29명인데 그 중 흑인이 25명이었다. 하지만 흑인 병사들에 대한 고발은 대개 증거기 미비했다. 예컨대 마리 르포트뱅(Marie Lepottevin)이라는 강간피해여성은 어두컴컴한 곳에서 강간을 당했음에도, 윌리엄 다운스(William Downs)라는 흑인 병사가 다른 병사들보다 덩치가 크다는 이유만으로 그를 범인으로 지목했다.

## 같이 보기
- 전시 성폭력
- 독일의 점령 기간 동안의 강간 범죄
- 위안부
- 독일군 위안소